# 炮仗花
炮仗花（学名：Pyrostegia venusta）是紫葳科炮仗藤属的植物。分布于台湾、亚洲、巴西以及中国大陸的福建、广西、海南、云南、广东等地，一般生长在庭园建筑物的四周以及凉棚上，目前已由人工引种栽培。小枝頂端具3叉絲狀卷須。葉對生，小葉2-3，小葉柄長5-10毫米，卵形先端漸尖，先端漸尖，基部近圓，長4-10厘米，寬3-5厘米，上下兩面無毛，下面疏生細小腺穴，全緣，葉軸長約2厘米；小葉柄長0.5-2厘米。圓錐花序生於側枝端，長10-12厘米；花萼鐘狀，小齒5；花冠筒狀，內面中部有毛環，基部縊縮，橙紅色，裂片5，長橢圓形，花蕾時鑷合狀排列，花開放后反折，邊緣有被白色柔毛；雄蕊4，而強，著生于花冠筒中部，花絲絲狀，花藥叉開；子房圓柱形，密被柔毛，花柱細，柱頭舌狀扁平，花柱與花絲均伸出花冠筒。蒴果果瓣革質，舟狀，內有種子多列。種子具翅，薄膜質。花期1-6月。

## 别名
黄鳝藤、黃金珊瑚、炮仗絕、三瓜花、炮仗紅

## 外部連結
- 炮仗花 Paozhanghua （页面存档备份，存于） 藥用植物圖像資料庫 (香港浸會大學中醫藥學院) （繁體中文）（英文）